# Osimira
OSIMIRA (Осимира) — белорусский музыкальный проект из Могилёва, играющий этно-музыку. В основе их творчества лежит белорусский (кривичский) фольклор. Выступления группы сопровождаются этно-шоу, основанным на национальном колорите. Часто выступает в Белоруссии, России, Польше и Украине.

## История

### 2002
История коллектива началась в 2002 году на. Датой рождения группы принято считать первые числа апреля. Первое выступление группы состоялось 8 апреля 2002 года в городе Могилёве. Первый сольный концерт — 8 ноября 2002 года.
Первое зарубежное выступление состоялось летом 2002 года на международном фестивале Ethnosfera, в городе Skierniwice, что в Польше. Группа получила Гран-при фестиваля и Приз зрительских симпатий. Менеджером первых концертов в Польше был лидер группы UR’ia, Юры Выдронак. Также, с этого времени началось плотное сотрудничество Osimira со Slawomir Krol и Lubomir Puksa (Central Europe Music & Art Passage), которые стали менеджерами группы в Центрально-Европейских странах.
В октябре группа подписывает контракт с компанией Central Europe Music & Art Passage.
8 ноября 2002 года группа делает свой первый сольный концерт в тысячном зале, в городе Могилёве.

### 2003
Первое неофициальное выступление группы на фестивале «Славянский Базар в Витебске» состоялось в июле 2003 года: группа выступала на лужайке перед дирекцией фестиваля. Семь дней группа давала 6-часовые концерты под открытым небом.
25 августа Osimira выступает на авторитетном европейском пост-фолк фестивале Menuo Juodaragis в г. Кэрнавэ (Литва).

### 2004
В декабре белорусский рекорд-лейбл БМАgroup выпускает первое издание первого диска группы — «Прошча». Менеджером CD выступил, будущий продюсер группы — Олег Тихонов.

### 2005
Год знаменателен приходом в группу скрипачки — Ларисы Преображенской.
Концертный сезон начался с презентации нового диска в минском ДК Профсоюзов, в концерте также принимал участие ансамбль средневековой музыки «Стары Ольса». Летом группа впервые участвует в официальной программе фестиваля «Славянский Базар в Витебске» и «FIDOF». Осенью создаётся первый фильм об OSIMIRA — Welcom to Osimira.

### 2006
- в феврале 2006 года группа дала первый сольный концерт в России, в Санкт-Петербурге, в клубе «Арктика».
- в марте 2006 года группа впервые выступила в Москве, фестиваль проходил в ДК им. Горбунова. Это выступление стало знаковым в истории группы: именно с этого момента группа стала частым гостем московских фестивалей и концертов.
- в июне, компанией Sketis Music переиздан первый диск группы «Прошча», он стал первым официальным релизом в России.

### 2007
Год начался окончательным уходом из группы барабанщика, и автора многих аранжировок, Андрея Биндасова. Последнее выступление с ним прошло в Москве 13 января 2007, в клубе CastleRock.
- 6 апреля 2007 в Москве группа отметила своё 5-летие, культурный центр «Дом».
- 5 мая группа представляет широкому слушателю свой новый проект на CD — «Druva». Презентация проходила в форме белорусского фестиваля «Фолк-Безумие».

Летом группа много гастролирует, а также выступает в прямом эфире открытия фестиваля «Славянский Базар в Витебске», в Летнем Амфитеатре.
- 11 августа 2007 года состоялся первый сольный концерт в московском клубе «Точка»[4].
- в сентябре 2007 года, лидер группы Андрусь Палаучэня, переезжает из Могилёва в Санкт-Петербург. Группа перестаёт гастролировать и даёт лишь несколько концертов в декабре 2007 года, в их числе совместная вечеринка с группой «Touch And Go».

### 2008
Весной группа собирает обновлённый состав, теперь в группе появляется гитарист — Андрей Рыжков. Концертно-фестивальный сезон начинается с совместного выступления с группой Ляпис Трубецкой на ребрендинге компании velcom. Далее группа выступает на крупнейшем этно-фестивале Беларуси — WorldMusicTree. После чего группа посещает с концертами и выступлениями Псков, Санкт-Петербург, фестиваль «Воздух», фестиваль «Midsummer Festival», фестиваль «Трипольское коло», фестиваль «Середина Лета», фестиваль «be2gether», фестиваль «Фолк-Безумие», Минск, фестиваль «Koktebel Jazz Festival», и другие.
Осенью в группе происходит смена руководства.

### 2009
После полугодового перерыва группа собирается с концертом в московском центре «Дом» (4 апреля 2009). На концерте московской публике впервые был представлен новый проект Андруся Палаучэни — Hvarna. Второй концерт прошёл также в Москве, коллектив открыл серию вечеринок «Беларуская Вечарына», организованных посольством Республики Беларусь в России.

### 2010
Год начался из серии концертов по городам России и Беларуси.

### 2012
Год ознаменовался приходом нового музыканта.

### 2013
Проект закрылся

### 2017
После четырёх лет молчания проект перезапустился в несколько обновлённом составе.

### 2018
Выступления в Могилёве и Минске.

## Участники коллектива
- Андрусь Палаўчэня, вокал и духовые инструменты, в группе с 2002 г.
- Лариса Преображенская, скрипка, в группе с 2005 года.
- Аляксей Палаўчэня, ударные инструменты, перкуссия, вокал, в группе с 2002 г.
- Кастусь Канцавы, духовые инструменты, в группе с 2002 г.
- Илья Долженков, бас-гитара, в группе с 2002 г.
- Андрей Рыжков, гитара, в группе с 2008 г.
- Ольга Пыткова, вокал, в гастролирующем составе с 2007 г.
- Вольга Брацянкова, вокал, в гастролирующем составе с 2007 г.
- Катерина Донда, скрипка, в группе с 2002 по 2009 гг.
- Андрей Биндасов, ударные инструменты, в группе с 2002 г. по 2007 г.
- Олег Тихонов, менеджер работал с группой с 2004 по 2009 гг., из них 2006—2008 как директор коллектива.

## Дискография
- «Прошча» (2004), БМАgroup
- «Прошча» (2006), переиздание Sketis music[7]
- «Druva» (2007, Sketis music)[8]
- «Druva» (2008, белорусское переиздание БМАgroup

## Участие в фестивалях
- Ethnosfera 2002 (Польша)
- Folk Fest 2002 (Польша)
- Mediawave 2005 (Венгрия, Словакия, Польша)
- Miodobranie 2004 (Польша)
- Noc Swietojanska 2007 (Польша)
- Swieto Wody 2003 (Польша)
- Славянский Базар в Витебске (Витебск)[1](2003,2005,2006,2007)
- be2gether, 2008[9]
- Воздух, 2008
- FIDOF, 2005[1]
- Джаз Коктебель, 2008
- Viljandi Folk Festival, 2005
- Фолк-Рок-Форум, 2006
- Фолк-Безумие, 2006, 2007, 2008
- Ethnolife, 2006
- Святкі на калядкі, 2004, 2005, 2006, 2007
- Menuo Juodaragis, 2005
- Festiwal Wyszenradzki, 2006
- Трипільське коло[укр.], 2008
- Парк Киевская Русь, 2009
- ДНИ ПРАВИЛЬНОЙ БЕЛОРУССКОЙ МУЗЫКИ В КИЕВЕ, 2010
- СВЯТКИ НА КАЛЯДКИ, Москва, 2010
- День Ивана Купалы 2010ґ
- Трипільське коло[укр.], 2010
- Парк Киевская Русь, 2011
- КРАЇНА МРІЙ, 2011
- Каменица, 2011

## Награды и премии
- Гран-при и приз зрительских симпатий фестиваля «Ethnosphera», 2003, Польша
- «Традыцыя и сучаснасць, на «Рок-коронации’2007»[10]
- «WorldMusicTree'2008»

## Видеография
- 2005 — Welcom to OSIMIRA, клипмекер Олег Тихонов
- 2007 — Зязюля Мыя Серыя, продюсер Татьяна Тихонова. Посмотреть на YouTube

## Рецензии и статьи
- Osimira впервые возродится в Москве // NewsMusic
- «OSIMIRA» открыли рецепт сноса башни // NewsMusic
- Белорусы Osimira вызывали весну в клубе «Точка» // NewsMusic
- "Центр культуры «Витебск»
- Андрей Пловченя («Osimira»): «Инна Желанная — опора современной культуры!»
- Характеристика группы на experty.by
- Рецензия на альбом «Druva» на experty.by
- Танцавала рыба з ракам… OSIMIRA ў Магілеве
- Сольный концерт группы OSIMIRA в Могилеве
- Интервью: OSIMIRA Живая музыка Спящей Земли
- Андрей Половченя: «Я пророс корнями в Беларусь»